# Макаровская (Шенкурский район)
Макаровская — деревня в Шенкурском районе Архангельской области. Входит в состав муниципального образования «Ровдинское».

## География
Деревня расположена в южной части Архангельской области, в таёжной зоне, в пределах северной части Русской равнины, в 50 километрах на юг от города Шенкурска, на правом берегу реки Пуя, в 1 километре от впадения её в реку Вагу. Ближайшие населённые пункты: на юге деревня Кревцовская, на севере, на противоположенном берегу Пуи, деревни Аксёновская и Барановская.
Часовой пояс
Макаровская, как и вся Архангельская область, находится в часовой зоне МСК (московское время). Смещение применяемого времени относительно UTC составляет +3:00.

## Население
| 2002 | 2010 | 2012 |
| ---- | ---- | ---- |
| 9    | ↘2   | →2   |

## История
В «Списке населенных мест Архангельской губернии к 1905 году» деревня Макаровская(Марково) насчитывает 18 дворов, 71 мужчину и 83 женщины.  В административном отношении деревня входила в состав Ровдинского сельского общества Ровдинской волости.
На 1 мая 1922 года в поселении 27 дворов, 55 мужчин и 89 женщин.
В деревне находилась часовня, построенная во имя Иоанна Богослова в 1735 году и перестроенная в 1870-х годах.